# Тале-Хан
Тале-Хан (перс. تله خان) — село в Ірані, у дегестані Вірмуні, в Центральному бахші, шагрестані Астара остану Ґілян. За даними перепису 2006 року, його населення становило 92 особи, що проживали у складі 20 сімей.

## Клімат
Середня річна температура становить 13,78°C, середня максимальна – 26,84°C, а середня мінімальна – 0,02°C. Середня річна кількість опадів – 899 мм.
| Клімат поселення                              | Клімат поселення | Клімат поселення | Клімат поселення | Клімат поселення | Клімат поселення | Клімат поселення | Клімат поселення | Клімат поселення | Клімат поселення | Клімат поселення | Клімат поселення | Клімат поселення | Клімат поселення |
| Показник                                      | Січ.             | Лют.             | Бер.             | Квіт.            | Трав.            | Черв.            | Лип.             | Серп.            | Вер.             | Жовт.            | Лист.            | Груд.            |                  |
| Середній максимум, °C                         | 10,24            | 9,95             | 12,20            | 17,04            | 21,29            | 24,89            | 26,84            | 26,60            | 22,98            | 19,78            | 14,87            | 11,09            |                  |
| Середня температура, °C                       | 5,29             | 4,99             | 7,25             | 12,08            | 16,34            | 19,92            | 23,08            | 22,84            | 19,22            | 16,03            | 11,11            | 7,32             |                  |
| Середній мінімум, °C                          | 0,32             | 0,02             | 2,27             | 7,11             | 11,36            | 14,96            | 19,32            | 19,08            | 15,45            | 12,26            | 7,35             | 3,56             |                  |
| Норма опадів, мм                              | 74               | 74               | 76               | 55               | 45               | 28               | 14               | 42               | 114              | 168              | 120              | 89               |                  |
| Середньомісячна швидкість вітру, м/с          | 2.40             | 2.59             | 2.50             | 2.49             | 2.40             | 2.62             | 2.73             | 2.50             | 2.24             | 2.16             | 2.01             | 2.10             |                  |
| Середньомісячна сонячна радіація, кДж/м²·день | 6755             | 9140             | 11267            | 15741            | 20019            | 23039            | 23643            | 20097            | 16054            | 10909            | 8187             | 6328             |                  |
| --------------------------------------------- | ---------------- | ---------------- | ---------------- | ---------------- | ---------------- | ---------------- | ---------------- | ---------------- | ---------------- | ---------------- | ---------------- | ---------------- | ---------------- |
| Джерело:                                      |                  |                  |                  |                  |                  |                  |                  |                  |                  |                  |                  |                  |                  |